# Ranspach
Ranspach település Franciaországban, Haut-Rhin megyében. Lakosainak száma 778 fő (2022. január 1.). Ranspach Lautenbachzell, Linthal, Fellering, Oderen, Saint-Amarin, Mitzach és Husseren-Wesserling községekkel határos.

## Népesség
A település népessége az elmúlt években az alábbi módon változott:
| Lakosok száma | 847  | 841  | 819  | 806  | 801  | 796  | 790  | 778  |
|               | 2013 | 2015 | 2017 | 2018 | 2019 | 2020 | 2021 | 2022 |